# Tanacetum sericeum
Tanacetum sericeum là một loài thực vật có hoa trong họ Cúc. Loài này được (Adams) Sch.Bip. miêu tả khoa học đầu tiên năm 1844.